# (8271) Imai
(8271) Imai es un asteroide perteneciente al cinturón de asteroides, región del sistema solar que se encuentra entre las órbitas de Marte y Júpiter.
Fue descubierto el 2 de julio de 1989 por Eleanor F. Helin  desde el Observatorio Palomar.

## Designación y nombre
Designado provisionalmente como 1989 NY, fue nombrado por Yasushi Imai (nacido en 1949) quien fue presidente de una empresa de fabricación de planetarios entre 1998 y 2009. Sus incansables y distinguidos esfuerzos fomentaron el desarrollo de productos de amplio alcance en este campo.

## Características orbitales
Imai está situado a una distancia media del Sol de 2,408 ua, pudiendo alejarse hasta 2,914 ua y acercarse hasta 1,902 ua. Su excentricidad es 0,210 y la inclinación orbital 10,423 grados. Emplea 1364,74 días en completar una órbita alrededor del Sol.

## Características físicas
La magnitud absoluta de Imai es 13,69. Tiene 5,783 km de diámetro y su albedo se estima en 0,192.